# Kazimierz Kuratowski
Kazimierz Kuratowski, do roku 1921 Kazimierz Kuratow (ur. 2 lutego 1896 w Warszawie, zm. 18 czerwca 1980 tamże) – polski matematyk, jeden z czołowych przedstawicieli warszawskiej szkoły matematycznej, profesor zwyczajny związany z Uniwersytetem Warszawskim i Instytutem Matematycznym Polskiej Akademii Nauk (IM PAN). Członek rzeczywisty PAN i jej wieloletni wiceprzewodniczący (1957–1968). Prezes Polskiego Towarzystwa Matematycznego (1946–1953) i wiceprezes Międzynarodowej Unii Matematycznej (IMU).
Kuratowski zajmował się głównie teorią mnogości, topologią ogólną i teorią miary, a także teorią grafów. Wprowadził m.in. standardowe definicje pary uporządkowanej i przestrzeni topologicznej, lemat Kuratowskiego-Zorna oraz twierdzenie Kuratowskiego o planarności grafów; jest również autorem podręczników akademickich. Za swoje osiągnięcia otrzymał kilka doktoratów honorowych i nagród naukowych, także zagranicznych; został też upamiętniony nazwami wielu pojęć specjalistycznych, planetoidy oraz nagrody dla młodych matematyków od IM PAN i PTM.

## Życiorys
Urodził się 2 lutego 1896 w Warszawie, był synem adwokata Marka Kuratowa i Róży Karżewskiej (Kaiserstein), córki bankiera Maurycego Karżewskiego. W 1913 ukończył humanistyczne Gimnazjum gen. Pawła Chrzanowskiego w Warszawie. Na studia matematyczne wyjechał do Glasgow (1913–1914). Powrócił do Warszawy z chwilą uruchomienia polskiego uniwersytetu w 1915 .
Studia ukończył w 1918 na Uniwersytecie Warszawskim, a w 1921 otrzymał stopień doktora filozofii na podstawie dwuczęściowej pracy dotyczącej:
1. aksjomatycznego ujęcia topologii przez wprowadzenie aksjomatyki domknięć (Sur la notion de l’ensemble fini, „Fundamenta Mathematicae”, 1/1920);
2. definitywnego rozstrzygnięcia zagadnienia continuów nieprzywiedlnych, będących przedmiotem paryskiej pracy doktorskiej Janiszewskiego. Promotorem był Wacław Sierpiński (Janiszewski, faktyczny opiekun pracy, już nie żył).

Jesienią tego roku habilitował się na Uniwersytecie Warszawskim na podstawie rozprawy stanowiącej rozwiązanie zagadnienia z teorii mnogości, postawionego przez matematyka belgijskiego de la Vallée Poussina. W dwa lata później został zastępcą profesora w II Katedrze Matematyki na Uniwersytecie Warszawskim. W 1927 objął III Katedrę Matematyki na Wydziale Ogólnym Politechniki Lwowskiej jako profesor nadzwyczajny. Był jej kierownikiem do 1933. Dwukrotnie był dziekanem tego Wydziału. Po jego likwidacji otrzymał w 1934 IV Katedrę Matematyki Uniwersytetu Warszawskiego jako profesor zwyczajny (1934–1935), następnie został kierownikiem III Katedry Matematyki (1935–1952 z przerwą wojenną). W latach 1936–1939 był sekretarzem Komitetu Matematycznego Rady Nauk Ścisłych i Stosowanych. W czasie II wojny światowej wykładał na tajnym uniwersytecie w Warszawie. Od 1929 był członkiem Towarzystwa Naukowego Warszawskiego (od 1946 wiceprezesem Wydziału III, od 1949 wiceprezesem Towarzystwa).
W 1945 ponownie rozpoczął wykłady na uruchomionym Uniwersytecie Warszawskim. W tym roku powołano go na członka zwyczajnego Polskiej Akademii Umiejętności, w 1952 został członkiem rzeczywistym Polskiej Akademii Nauk, której był wiceprezesem w latach 1957–1968, członkiem prezydium w latach 1952–1968. Zaraz po zakończeniu II wojny światowej aktywnie uczestniczył w odbudowie życia naukowego w Polsce, m.in. w powołaniu do życia Państwowego Instytutu Matematycznego, późniejszego Instytutu Matematycznego PAN. Był jego dyrektorem (1948–1968), przewodniczącym Rady Naukowej (1968–1980) i kierownikiem Działu Topologii (1948–1980).
Czynnie uczestniczył w pracach PTM (wieloletni jego prezes i członek honorowy) i Towarzystwa Naukowego Warszawskiego. Był redaktorem „Fundamenta Mathematicae” (od 1952 redaktorem naczelnym), „Biuletynu PAN”, współtwórcą i redaktorem wydawnictwa „Monografie Matematyczne”, w ramach którego opublikowano najcenniejsze opracowania przedstawicieli szkoły matematycznej warszawskiej i lwowskiej. Był członkiem wielu towarzystw i akademii zagranicznych: Royal Society of Edinburgh, Austrii, Niemiec, Węgier, Włoch, Związku Radzieckiego.
Reprezentował matematykę polską w Międzynarodowej Unii Matematyki (wiceprezes w latach 1963–1966), na licznych kongresach międzynarodowych, wykładał w dziesiątkach uniwersytetów świata.
Zmarł 18 czerwca 1980 w Warszawie. Pochowany na cmentarzu Powązki Wojskowe w Warszawie (kwatera B32-tuje-1). Ojciec polityczki i lekarki Zofii Kuratowskiej.

## Tematyka badań
Prace naukowe Kuratowskiego dotyczyły głównie topologii. Wprowadził aksjomatykę domknięć (znaną w świecie jako aksjomatyka Kuratowskiego), która posłużyła za podstawę do rozwoju teorii przestrzeni topologicznych oraz rozwijanej przez niego teorii continuów nieprzywiedlnych między dwoma punktami. Do najcenniejszych wyników Kuratowskiego uzyskanych po wojnie należą te, które dotyczyły związków między topologią a teorią funkcji analitycznych, a także głębokie twierdzenia z zakresu teorii rozcinania przestrzeni euklidesowych. Wraz z Ulamem, swoim najzdolniejszym uczniem z okresu lwowskiego, wprowadził pojęcie tzw. quasihomeomorfizmu, co zapoczątkowało nową dziedzinę badań topologicznych.
Jego badania z teorii miary, m.in. wspólne wyniki z Banachem, Tarskim, były kontynuowane przez wielu uczniów. Wspólne prace Knastera i Kuratowskiego z teorii zbiorów spójnych przyniosły wszechstronne i precyzyjne opracowanie ogólnej teorii zbiorów spójnych, zastosowane do zagadnień rozcinania płaszczyzny, wraz z paradoksalnymi przykładami zbiorów spójnych (miotełka Knastera-Kuratowskiego).
Jest autorem twierdzenia, zwanego Lematem Kuratowskiego-Zorna, udowodnionego po raz pierwszy przez Kuratowskiego w 1922 („Fundamenta Mathematicae”, t. 3), które ma niebagatelne zastosowanie w dowodach wielu podstawowych twierdzeń. Zorn podał jego zastosowanie w 1935 („Bulletin of the American Mathematical Society”, 41). Wprowadzone przez Kuratowskiego pojęcia w teorii mnogości i topologii na stałe weszły do monografii tych przedmiotów. W wielu przypadkach ustalił ich terminologię i symbolikę.

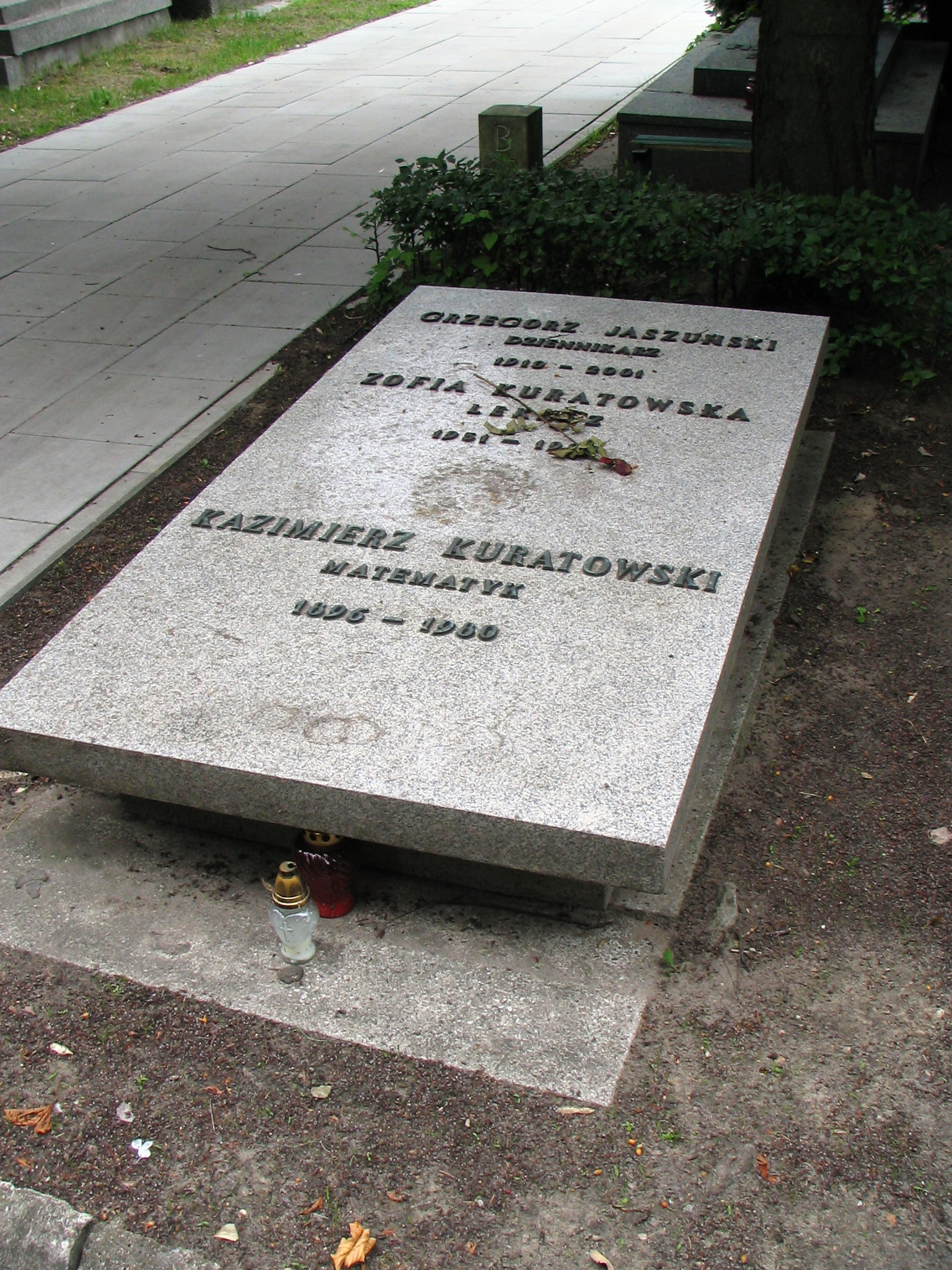
Grób Kazimierza Kuratowskiego i jego córki Zofii na Cmentarzu Wojskowym na Powązkach w Warszawie, 23 lipca 2008

Prace powojenne dotyczyły głównie trzech nurtów badań:
1. rozwoju homotopijnej teorii funkcji ciągłych,
2. konstrukcji teorii przestrzeni lokalnie spójnych w wymiarach wyższych,
3. jednolitego ujęcia teorii rozcinania przestrzeni euklidesowych przez dowolne ich podzbiory, opartej na własnościach przekształceń ciągłych tych zbiorów.

## Publikacje
Wśród ponad 170 opublikowanych prac cenne są monografie i podręczniki, m.in.:
- Topologie, tom I [1933][8] i tom II [1950][9] – fundamentalne dzieło w języku francuskim (wydane także w języku angielskim i rosyjskim)
- Teoria mnogości (wspólnie z Andrzejem Mostowskim, wyd. I 1952; tłumaczenie na języki angielski i rosyjski)
- Wstęp do teorii mnogości i topologii (wyd. I [1952]: tłumaczenie na język angielski, francuski, hiszpański, bułgarski)
- Pół wieku matematyki polskiej 1920-1970. Wspomnienia i refleksje (tom 247 serii wydawniczej Omega, 1973)
- Notatki do autobiografii (1981; wydane po śmierci autora, przygotowane do druku przez córkę, Zofię Kuratowską)

## Odznaczenia i inne wyróżnienia
W 1951 otrzymał Order Sztandaru Pracy II klasy, a w 1954 w 10. rocznicę Polski Ludowej odznaczony Krzyżem Komandorskim Orderu Odrodzenia Polski, w 1955 Medalem 10-lecia Polski Ludowej, w 1964 roku Krzyżem Komandorskim z Gwiazdą Orderu Odrodzenia Polski, zaś w roku 1976 – Orderem Budowniczych Polski Ludowej. Posiadał także złoty medal Czechosłowackiej Akademii Nauk im. Bolzana oraz medal im. Kopernika PAN.
Był doktorem honoris causa uniwersytetów: w Glasgow, Pradze, Wrocławiu, Paryżu.

## Upamiętnienie
Od 1981 corocznie jest przyznawana Nagroda im. Kazimierza Kuratowskiego przeznaczona dla najwybitniejszych matematyków do 30. roku życia.